# Uruguay Athletic Montevideo
Uruguay Athletic Club – urugwajski klub piłkarski z siedzibą w mieście Montevideo.

## Historia
Uruguay Athletic należy do grona czterech klubów, które wzięły udział w pierwszych mistrzostwach Urugwaju w 1900 roku. W tym historycznym pierwszym turnieju klub zajął 3 miejsce.
Drużyna klubu grała w brązowych koszulkach z błękitnym poziomym pasem.
Także w 1901 roku Uruguay Athletic był trzeci, w 1902 czwarty. W 1903 roku Uruguay Athletic ostatni raz w dziejach wystąpił w lidze urugwajskiej, zajmując ostatnie, 7 miejsce.
Obok klubu Uruguay Athletic było wiele innych drużyn mających nazwy nawiązujące do urugwajskiej przynależności narodowej: Uruguay, Uruguay Club, Uruguay Forever i Uruguayo.
Łącznie w ciągu czterech sezonów w pierwszej lidze urugwajskiej Uruguay Athletic rozegrał 36 meczów, odnosząc 9 zwycięstw, 2 razy remisując i ponosząc 25 porażek. Klub zdobył 26 bramek i stracił 91 bramek.